# La canzone popolare
La canzone popolare è un brano musicale del cantautore italiano Ivano Fossati, pubblicato nel 1992 come prima traccia dell'album Lindbergh - Lettere da sopra la pioggia.
Il brano, scritto e composto dallo stesso Ivano Fossati, è stato poi reinterpretato da Mia Martini nel suo album La musica che mi gira intorno (1994) e dagli Afterhours in I disertori, album di tributo a Fossati, sempre del 1994.
La canzone è nota per essere stata usata, col permesso dell'autore apertamente simpatizzante per il centro-sinistra, come colonna sonora della vincente campagna elettorale dell'Ulivo per le elezioni politiche del 1996. Nei giorni precedenti le elezioni l'album contenente La canzone popolare risultò esaurito in molti negozi di dischi di tutta Italia.
Fossati ha dichiarato di avere scritto questo brano subito dopo aver composto I treni a vapore, brano scritto per Fiorella Mannoia, a cui assomiglia musicalmente.